# Konavle
Konavle (także Konavli) – kraina historyczno-geograficzna w Chorwacji.

## Geografia
Jest najbardziej na południe wysuniętą częścią kraju. Zajmuje powierzchnię około 200 km². Rozciąga się na długości 20 km od wsi Plat na północnym zachodzie do półwyspu Prevlaka na południowym wschodzie. Obejmuje m.in. Konavoskie polje (przez które przepływają ponornice Ljuta, Konavoštica i Kopačica) oraz niezamieszkane wyspy w okolicach Cavtatu.
60% powierzchni regionu stanowią pastwiska, łąki, pola uprawne, sady i winnice.
Większe miejscowości Konavli to: Cavtat, Čilipi, Gruda, Zvekovica i Močići. W Čilipi funkcjonuje port lotniczy Dubrownik.

## Historia
Od 1000 roku p.n.e. Konavle były zamieszkiwane przez plemiona iliryjskie. Głównym ośrodkiem był gród Epidaur. W 167 roku p.n.e. region znalazł się w granicach Cesarstwa Rzymskiego. Następnie władali nim Ostrogoci i Cesarstwo Bizantyńskie. Na początku VII wieku nastąpił napływ Słowian i Awarów.
Pierwsza wzmianka o Konavlach pochodzi z X wieku z dzieła Konstantyna VII Porfirogenety. W XI wieku były władane przez Dukljan, a w kolejnym wieku stały się częścią Serbii Nemaniczów. W XIV wieku znajdowały się w granicach Królestwa Bośni. Pomiędzy 1419 a 1426 rokiem zostały nabyte przez mieszczan Dubrownika, stając się częścią Republiki Raguzy.
W latach 1799–1800 i 1840–1847 miały miejsce bunty chłopstwa. W 1901 roku Konavle uzyskały dostęp do sieci kolejowej.
W październiku 1991 roku, w trakcie wojny w Chorwacji, obszar Konavli był obiektem ostrzału artyleryjskiego sił serbsko-czarnogórskich i został zajęty przez oddziały Jugosłowiańskiej Armii Ludowej. 30 września 1992 w szwajcarskiej Genewie zawarto porozumienie, na mocy którego Chorwaci odzyskali kontrolę nad większością terytorium Konavli. W latach 1992–2002 półwysep Prevlaka był jednak strefą zdemilitaryzowaną nadzorowaną przez siły ONZ.